# ديفيد هيلي
ديفيد جوناثان هيلي (بالإنجليزية: David Jonathan Healy)‏ (مواليد 5 أغسطس 1979 في كيلايلي) لاعب كرة قدم إيرلندي شمالي دولي يجيد اللعب في خط الهجوم . يلعب حاليا لصالح نادي سندرلاند الإنجليزي منذ 2008 .

## روابط خارجية
- ديفيد هيلي على موقع الاتحاد الأوربي (الإنجليزية)
- ديفيد هيلي على موقع قاعدة بيانات كرة القدم.إي يو (الإنجليزية)
- ديفيد هيلي على موقع ناشيونال فوتبول تيمز (الإنجليزية)
- ديفيد هيلي على موقع Soccerbase.com (لاعب) (الإنجليزية)
- ديفيد هيلي على موقع عالم كرة القدم.نت (الإنجليزية)
- ديفيد هيلي على موقع كووورة